# Eduard Frederik Sommer
Eduard Frederik Sommer (12. december 1922 – 9. august 1944) var ansat i ØK, kornet og modstandsmand.
Eduard blev efter sin tid som kornet på Næstved Kaserne medlem af modstandsgruppen Holger Danske gruppe 4. Eduard medvirkede i en række sabotageaktioner, heriblandt mod "Reinhardts Autoværksted". Yderligere deltog Eduard i våbentyveri og -smugling, illegal presse, flugthjælp og et forsøg på likvidering. Han blev i maj 1944 angivet af en stikker og arresteret den 18. maj 1944.
Eduard blev om natten den 9. august 1944 henrettet ved skydning af Gestapo sammen med 10 andre fanger fra Shellhuset i København – seks mænd fra modstandsgruppen BOPA og fem fra gruppen Holger Danske. De var angiveligt på vej til Frøslevlejren på en lastbil, der standsede ved Rorup nær Osted mellem Roskilde og Ringsted. Iført håndjern blev alle 11 bedt om at træde af på "naturens vegne", hvorefter de blev skudt af Gestapo, angiveligt under et flugtforsøg. Nedskydningen er kendt som "Massakren ved Osted". Efter massakren blev ligene læsset på vognen igen, og kørt tilbage til shellhuset, hvor de lå i kælderen inden de blev begravet i Ryvangen.
Eduards jordiske rester blev efter befrielsen opgravet fra Ryvangen og ført til Retsmedicinsk Institut. Han blev genbegravet den 29. august 1945 i Mindelunden i Ryvangen.